# Université des Comores
Université des Comores (arab. جامعة القمر, Dżami’at al-Kumur) – komoryjski uniwersytet w Moroni.

## Historia
Uniwersytet został otwarty w 2003 roku. W pierwszym roku akademickim zarejestrowało się 1707 studentów.
Uniwersytet przystąpił do konsorcjum nauczania na odległość EUCLIDE.

## Wydziały
W ramach uniwersytetu działają następujące wydziały:
- Wydział Imam Chafiou,
- Wydział Sztuki,
- Wydział Prawa i Nauk Ekonomicznych.